# Chalukya

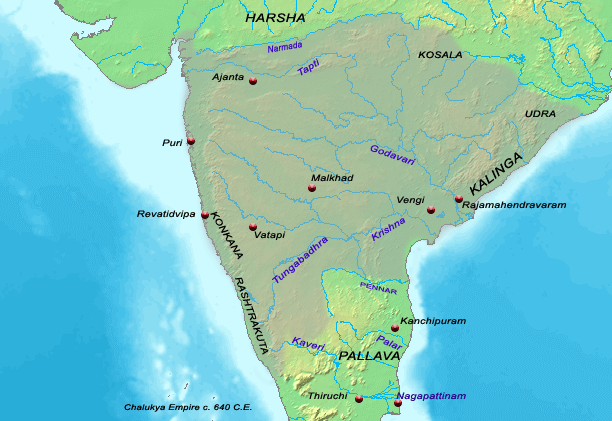
Chalukya-Reich mit der Hauptstadt Vatapi/Badami (um 630)

Die Chalukya waren eine indische Dynastie, die ungefähr in den Jahren 550–757 und erneut von 973–1190 im nordwestlichen Dekkan regierte. Sie hatte auch einen selbständigen Ableger, die „Östlichen Chalukya“.

## Geschichte

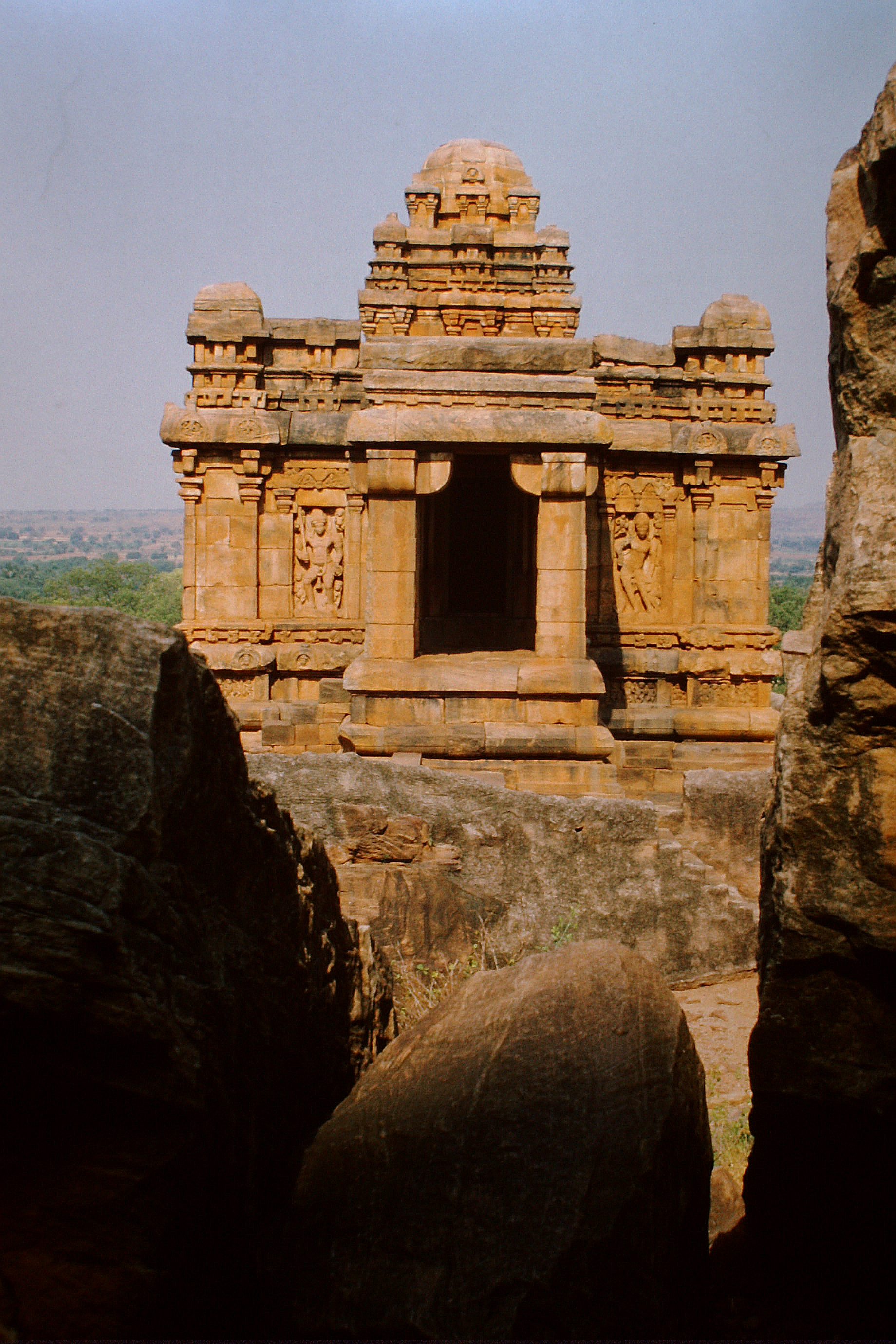
Badami – Malegitti-Shivalaya-Tempel (ca. 700). Die frühen Chalukya-Tempel von Aihole, Badami und Pattadakal gehören zu den Höhepunkten indischer Tempelbaukunst.

### Frühes Chalukya-Reich von Vatapi/Badami (6.–8. Jh.)
Die Chalukya waren ursprünglich Vasallen der Kadambas gewesen. Ihr Reich wurde von Pulakesi I. (reg. 543–566) um das Jahr 550 auf Kosten der Kadambas und Kalachuris gegründet. Die erste Hauptstadt war Aihole mit zahlreichen Tempeln, aber unter Pulakeshin I. wurde das fast uneinnehmbare Vatapi (Badami) zur Hauptstadt erkoren. Seine Nachfolger Kirtivarman I. und Mangalesha dehnten das Reich im späten 6. Jahrhundert über große Teile Karnatakas aus.
Pulakesi II. (reg. 609–642) stoppte 630 die Eroberungen des Harshavardhana von Kannauj (reg. 606–647) und schloss einen Vertrag mit ihm. Der Pallava-König Mahendravarman I. wurde auf seine Hauptstadt zurückgedrängt, anschließend setzte Pulakeshi seinen Bruder Vishnuvardhana (reg. 624–641/42) als ersten Vizekönig der „Östlichen Chalukya“ in Vengi bei Bezwada ein. Das war zu viel – ein General des nachfolgenden Pallava-Königs Narasimhavarman I. (reg. 630–660) belagerte ihn im Jahr 642 in Vatapi (Badami) und Pulakesi II. wurde getötet.
Pulakesi II. tauschte auch Gesandtschaften mit dem Perserschah Khusrau II. (reg. 590–628), die in Ajanta bildlich dargestellt sind. Der chinesische Pilgermönch Xuanzang (reiste 629–645 nach Indien) berichtet von maßlosem Prunk, von dem Trunk ergebenen Berufssoldaten und von Elefanten, die mittels Alkohol toll gemacht wurden.
Vikramaditya I. (reg. 654–680), der Sohn Pulakesis II. stellte das Reich nach einem schwierigen Jahrzehnt wieder her und eroberte angeblich 674 sogar die Pallava-Hauptstadt Kanchipuram; die Pallava erwähnen allerdings drei Siege. Er und sein Nachfolger Vinayaditya (reg. 680–696) dehnten ihr Gebiet im Norden über Gujarat und im Süden bis Mysuru aus.
Auch Vikramaditya II. (reg. 733–746) eroberte 740 Kanchipuram und ließ gleich zwei Tempel errichten. Er wurde jedoch, beschäftigt mit den Pallavas und den Rashtrakuta, im Jahr 736 von dem Eroberer Lalitaditya aus Kaschmir überrannt. Sein Sohn Kirtivarman II. (reg. 742–756) erlebte zwar den Abzug Lalitadityas, wurde jedoch von dem Rashtrakuta Dantidurga (reg. ca. 735–757) überrumpelt, besiegt und im Jahr 757 endgültig von diesen gestürzt.
Tempelbauten
Die westlichen Chalukya hinterließen Höhlentempel (Ellora, Ajanta, Badami, Aihole) sowie freistehende Tempelbauten (Badami, Aihole, Mahakuta, Pattadakal). Es gab Wechselwirkungen mit der Kunst der Pallava, nicht zuletzt weil die Künstler bei Eroberungen übernommen wurden. Die Architektur der nachfolgenden Rashtrakuta beruht dagegen nahezu ausschließlich auf der Baukunst der Chalukyazeit.

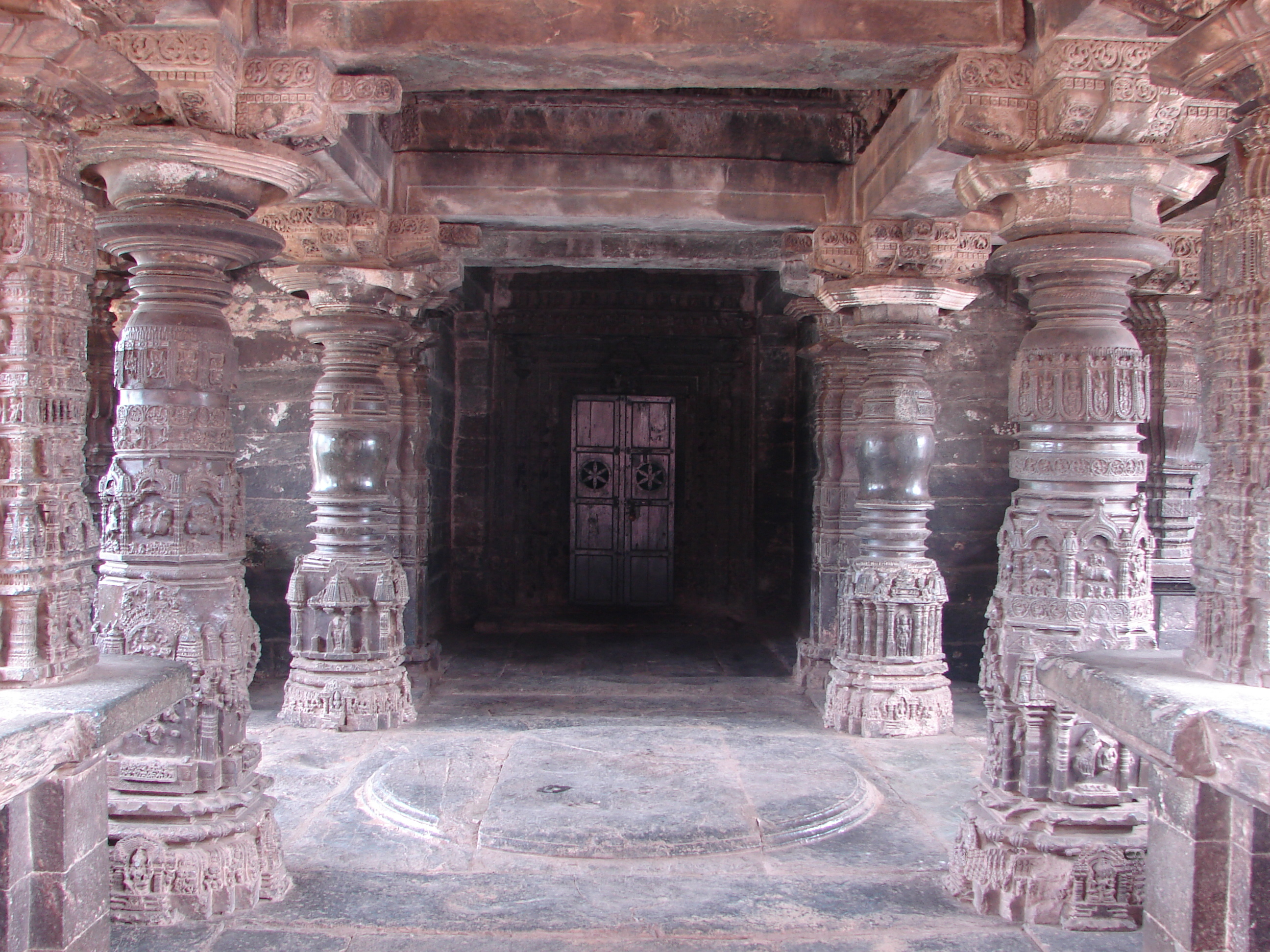
Gadag – Sarasvati-Tempel (ca. 1100)

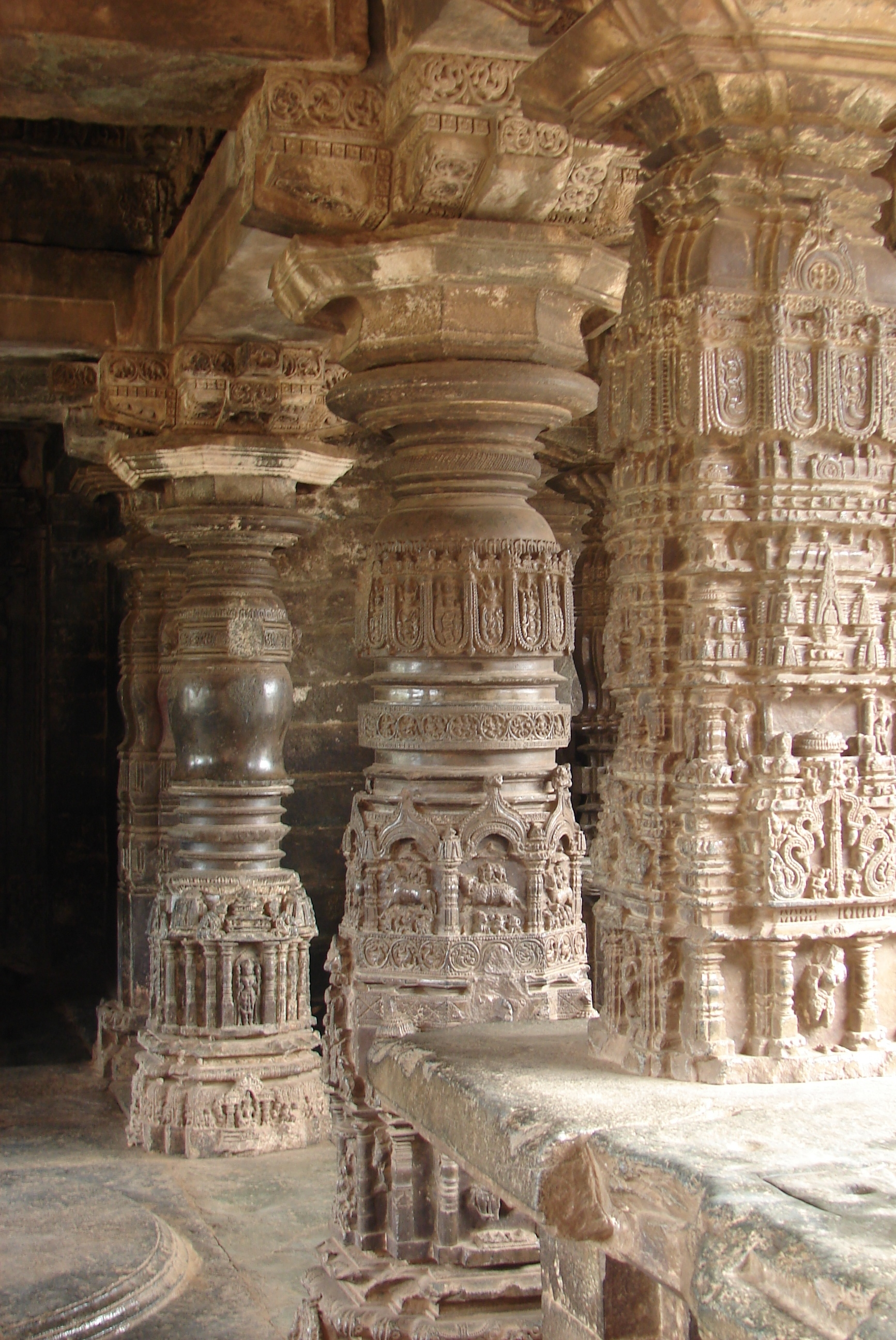
Gadag – Sarasvati-Tempel. Die späten Chalukya-Tempel mit ihren gedrechselten Steinsäulen in der Vorhalle brauchen keinen Vergleich mit den Hoysala-Tempeln im Süden Karnatakas zu scheuen.

### Spätes Chalukya-Reich von Kalyani (10.–12. Jh.)
Im Jahr 973 wurde der Neffe des letzten großen Rashtrakuta-Königs Krishna III. (reg. 939–968) durch dessen bevorzugten Gouverneur, einen Nachkommen der Chalukya gestürzt, der als König Tailapa Ahavamalla (reg. 973–997) das Chalukyareich wiederherstellte. Tailapa drängte auch die Paramara zurück und tötete 995 deren König Vakpatiraja II. Munja.
Die Hauptstadt wurde um die Mitte des 11. Jahrhunderts von Manyakheta nach Kalyani (heute Basavakalyan) verlegt (erste Hälfte 11. Jh.?) und von Someshvara I. (reg. 1042–1068) ausgebaut. Trotzdem blieb es zunächst ein Hin und Her von Kriegen gegen die aufstrebenden Paramara und Chola; der Paramara Bhoja (der „Dichterkönig“, reg. ca. 1018–1060) konnte nur mit Hilfe der Chandella und der Solanki (in Gujarat) geschlagen und seine Hauptstadt Dhara in Malwa erobert werden. Gegen die Chola hatten die Chalukya einen schwereren Stand, diese drangen mehrfach bis zu den West-Ghats vor und zerstörten unter Rajendra I. (reg. 1012/14–1044) sogar die Hauptstadt. Dann drehte sich bei Koppam (1052) das Blatt um, die Chola Rajadhirajas erlitten eine Niederlage gegen die Chalukya des Königs Someshvara I. Ahavamalla (reg. 1042–1068). Eigentlich war die Schlacht für die Chalukya verloren gewesen, aber der Tod des Chola-Königs wandelte sie nachträglich in einen Sieg um.
Das späte Chalukyareich erlebte seinen Höhepunkt unter Vikramaditya II./VI. (reg. 1076–1126, verdrängte zuvor seinen Bruder), der sich eine Vielzahl politischer, wirtschaftlicher und kultureller Pluspunkte auf die Fahnen schreiben konnte. Hervorgehoben wird u. a. die Rolle der Frauen zu seiner Zeit, die Disziplin seiner Armee, seine Siege gegen die Chola (gliederte nach 1120 Vengi an) und die rebellischen Hoysala (um 1122), seine Sorgfalt in der Verwaltung, allgemeiner Wohlstand und Schutz der Künste (u. a. Dichter Bilhana aus Kaschmir).
Bald nach dem Tod Vikramadityas II./VI. zerfiel das Reich. Unter Jagadekamalla (reg. 1138–1151) und Taila III. (reg. 1151–1157) begannen sich die Vasallen selbständig zu machen – konkret die Hoysalas, die Yadavas von Devagiri und die Kakatiyas von Warangal – und ein General namens Bijjala Kalachuri usurpierte den Thron. Tailas Sohn Someshvara IV. wurde nur noch durch den General Brahma gehalten und versuchte das Reich ab 1183 wiederherzustellen, aber nach dem Tod der beiden erlosch es.
Tempelbauten
In einigen Ortschaften in der Umgebung von Hubballi-Dharwad (Karnataka) sind mehrere – in Europa weitgehend unbekannte – Tempel aus der späten Chalukya-Zeit erhalten (siehe Weblinks): Gadag, Lakkundi, Dambala, Annigeri, Itagi, Kuknur, Balligavi, Laxshmeswar, Bankapura, Hirekerur u. a.

### Östliches Chalukya-Reich in Vengi (Nebenlinie)
Der Chalukya Pulakeshin II. (reg. 609–642) setzte nach seinen Erfolgen gegen die Pallava seinen Bruder Vishnuvardhana (reg. 624–641/42) als ersten Vizekönig der „Östlichen Chalukya“ in Vengi bei Bezwada (heute Vijayawada) ein. Diese Nebenlinie verselbständigte sich bald; vor allem nach der Übernahme des frühen westlichen Chalukyareiches durch die Rashtrakuta im Jahr 757.
Als die Nachkommenschaft des Chola-Königs Rajendra ausstarb, kam mit Kulottunga I. (reg. 1070–1120) ein Prinz der „Östlichen Chalukya“ im Chola-Reich an die Macht, da seine Mutter eine Chola war. Er regierte erfolgreich, seine Erben hielten sich dort bis zum Untergang des Cholareiches im 13. Jahrhundert, während Vengi selbst bald an Rivalen fiel.
Tempelbauten
Auch die östlichen Chalukyas schufen – meist unter westlichem Einfluss – freistehende Tempelbauten in Alampur (Andhra Pradesh) und Umgebung (Bandatandrapadu, Kudaveli, Kadamarakalava, Panyam, Mahanandi, Satyavolu).

## Liste der Chalukya-Könige
| - Jayasimha (500–525, in Pattadakal) - Ranaraga (525–543) - Pulakesi I. (543–566; auch Pulakeshin I.) - Kirtivarman I. (566–597) - Mangalesa (597–609) - Pulakesi II. (609–642; auch Pulakeshin II.) - Vikramaditya I. (655–680) - Vinayaditya (680–696) - Vijayaditya (696–733) - Vikramaditya II. (733–746) - Kirtivarman II. (746–757) | - Tailapa Ahavamalla (973–997) - Satyasraya Irivabedanga (997–1008) - Vikramaditya I. (1008–1014) - Ayyana (1014–1015) - Jayasimha (1015–1042) - Someshvara I. (1042–1068) - Someshvara II. (1068–1076) - Vikramaditya II. (bekannter als Vikramaditya VI. 1076–1126) - Someshvara III. (1126–1138) - Jagadekamalla (1138–1151) - Tailapa (1151–1156/62) - Someshvara IV. (ca. 1181–1189) | - Kubja Vishnuvardhana (624–641) - Jayasimha I. (641–673) - Indra Bhattaraka (673) - Vishnuvardhana II. (673–682) - Mangi Yuvaraja (682–706) - Jayasimha II. (706–718) - Vishnuvardhana III. (719–755) - Vijayaditya I. (755–772) - Vishnuvardhana IV. (772–808) - Vijayaditya II. (808–847) - Vishnuvardhana V. (847–849) - Vijayaditya III. (849–892) - Chalukya Bhima I. (892–921) - Vijayaditya IV. (921) - Amma I. (921–927) - Vikramaditya II. (927–928) - Yuddamalla II. (928–935) - Chalukya Bhima II. (935–947) - Amma II. (947–970) - Danamava (970–973) - Jata Choda Bhima (973–1000) - Saktivarman I. (1000–1011) - Vimaladitya (1011–1018) - Rajaraja Narendra (1018–1061) - Saktivarman II. - Vijayaditya VII. (1063–1068 und 1072–1075) |